# بنیتوخوارز
بنیتوخوارز (به اسپانیایی: Benito Juárez) یک منطقهٔ مسکونی در آرژانتین است که در بخش بنیتو خوارز واقع شده‌است. بنیتوخوارز ۵٬۳۳۴ کیلومتر مربع مساحت و ۱۴٬۲۷۹ نفر جمعیت دارد و ۱۹۹ متر بالاتر از سطح دریا واقع شده‌است.